# مدمج خلوي

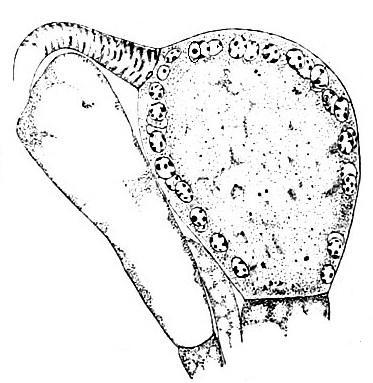

المدمج الخلوي أو الخلايا الضامة (بالإنجليزية: Coenocyte) أو من الإغريقية κοινός (كوينوس) والتي تعني «مشترك» + κύτος (كايتوس) والتي تعني صندوق ويقصد بها الخلية في سياق علم الأحياء، وتسمى أيضًا الخلية المتنوية. يشير مصطلح المدمج الخلوي إلى الخلية متعددة النوى التي تنتج من انقسامات نووية متعددة من غير أن يرافقها انقسام للسيتوبلازم، بالمقارنة مع البروتوبلازما متعددة النوى والذي ينتج من تجمع الخلايا وتكتلها المتبوع بتحلل أغشية الخلايا داخل الكتلة الخلوية. يستعمل مصطلح «بروتوبلازم متعدد النوى» في علم الأجنة الحيواني للدلالة على المدمج الخلوي لأدمة البلاستولة أو جدارها في اللافقاريات.

## روابط خارجية
- http://www.ige.tohoku.ac.jp/outou/outou-e/ceonocytes-e.html نسخة محفوظة 8 فبراير 2024 على موقع واي باك مشين.